# Грза
Грза је река у источној Србији. Дуга је 23 km. Настаје од река Иванштице (Горње Грзе) и Велике Честобродице, између туристичког насеља Грза и села Извор. Река Грза је лева притока реке Црнице, која протиче кроз Параћин и западно од града се улива у Велику Мораву. Горња Грза и њене притоке (Врелска Падина, Велика Честобродица, Црвена река, Сува река, Бегровац, Свинарски поток) усекле су краће клисуре у којима је присутна реликтна вегетација. Дужина долине Иванштице је 11 km, а дубина клисуре преко 300 m, док је дужина меандарске клисуре око 2 km, а дубина преко 250 m.
Дуж Грзе и Честобродице води магистрални пут Параћин - Зајечар који спаја долине Велике Мораве и Тимока. Близу туристичког насеља Грзе налази се село Сисевац и манастир Свете Петке.

## Прилази врелима Грзе и туристичком комплексу
На магистралном путу Параћин - Зајечар на осмом километру од центра Параћина налази се раскрсница и скретање у лево за : "Туристички комплекс Грза" и изворе реке Грзе. Дуж реке и близу извора налази се већи број: путоказа, надстрешница и клупа за туристе и планинаре.
- Путоказ на скретању са магистралног пута
- Пут према туристичком комплексу
- Надстрешница близу раскрснице
- Табла на улазу „Врело Грзе“
- Мостић и надстрешница

## Врела и извори реке Грзе
На крају путића налази се неколико врела која чине извор реке Грзе:
- Један од извора
- Врело испод камена
- Врела из близине
- Врела из даљине
- Недалеко од "Врела Грзе" у јесен
- Врело Грзе у августу
- Врело Грзе зими
- Врело Грзе водопад
- Врело
- Ток

## Река Грза и језерца
Обала је уређена са језерцима и великим бројем: мостића, надстрешница и клупа, за посетиоце.
- Грза близу извора
- Грза недалеко од извора
- Водопад на Грзи.
- Горње језерце 2021. године
- Горње језерце
- Грза после кише
- Грза јануар 2021.

## Туристичко насеље
У близини извора налази се такозвано "Туристичко насеље Грза" где се налази : Хотел "Колиба" Грза, "Ресторан Божин дар", планинарки дом и велики број викендица. 
- Хотел "Колиба"
- Ресторан "Грзин дар"
- Вила "Интимо спа"
- Кафе "Воденица"
- Део викенд насеља
- Викендице са леве стране реке